# Tomba di Rachele
La tomba di Rachele (in ebraico  קבר רחל‎? traslit Kever Rakhel), è un sito indicato da 1.700 anni come il luogo di sepoltura della matriarca del popolo ebraico Rachele. Riconosciuto dal 1990 come sito UNESCO insieme alla moschea di Bilal bin Rabah (in arabo  مسجد بلال بن رباح‎?), è un piccolo edificio religioso che si trova nella Giudea biblica (dal 1995 amministrata dall'Autorità Nazionale Palestinese in attesa di uno status definitivo dopo essere stata sotto amministrazione israeliana) venerato storicamente da ebrei e successivamente da cristiani e musulmani. La tomba si trova oggi all'interno di un cimitero musulmano in un'enclave alla periferia di Betlemme, a 460 metri a sud del confine comunale di Gerusalemme, nell'area storicamente conosciuta come Giudea (denominata anche West Bank, o Cisgiordania). È il luogo di sepoltura della matriarca Rachele come menzionato nell'ebraico Tanach e nella letteratura musulmana l'attribuzione è contestata tra questo sito ed altri situati a nord. Le prime notizie extra-bibliche che descrivono questa tomba come luogo di sepoltura di Rachele sono dei primi decenni del IV secolo d.C..
La struttura a cupola della tomba contiene date del periodo musulmano Ottomana, quando sir Moses Montefiore ha ristrutturato il sito nel 1841, dopo aver ottenuto la chiave per la comunità ebraica, ha aggiunto un'anticamera che includeva un miḥrāb per la preghiera musulmana. Secondo il piano di partizione delle Nazioni Unite per la Palestina 1947, la tomba doveva essere parte della zona amministrata a livello internazionale di Gerusalemme, ma l'area era occupata dalla Giordania, che aveva vietato l'accesso all'area per gli israeliani ed ebrei, anche se era esplicitamente previsto dall'Armistizio firmato tra i due paesi nel 1949. Il sito è sotto il controllo del ministero israeliano degli Affari Religiosi poiché la tomba di Rachele è il terzo luogo più santo dell'ebraismo. Gli ebrei vanno pellegrinaggio alla tomba fin dai tempi antichi, ed è uno dei cardini dell'identità ebraico-israeliana.

## Racconti biblici e posizione contestata

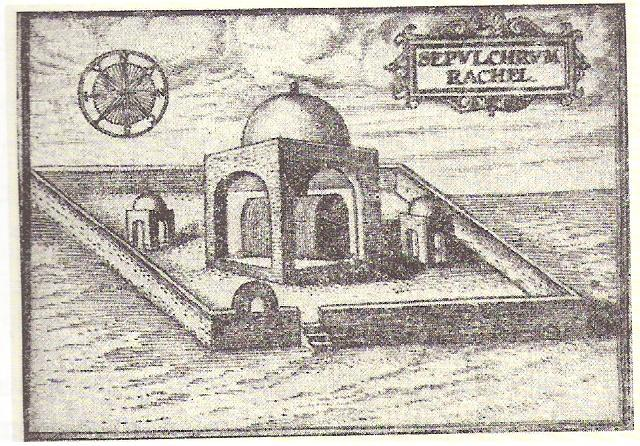
Schizzo della tomba di Rachele, 1585

Gli studiosi biblici identificano due tradizioni diverse nel Bibbia ebraica riguardante il luogo della sepoltura di Rachele, rispettivamente, una versione settentrionale, collocandolo a nord di Gerusalemme nei pressi di Rāma, moderna Al-Ram, ed una narrazione del sud collocandolo vicino a Betlemme. Nella tradizione rabbinica la dualità viene risolta utilizzando due termini differenti in ebraico per designare le diverse località. Nella versione ebraica data nella Genesi Rachele e Giacobbe viaggiano da Sichem a Ebron, a breve distanza dal Efrata, che è glossata come Betlemme (Genesi 35: 16-21, 48: 7). Muore sulla strada dando vita a Beniamino:
(Genesi 35: 19-20)
Tom Selwyn rileva che R. A. Stewart Macalister, la voce più autorevole sulla topografia della tomba di Rachele, avanza l'ipotesi nel 1912 che l'identificazione con Betlemme si è basata su errore di un copista.
La glossa "Efrata, che è Betlemme" è stata aggiunta per distinguerla da un toponimo simile Efrata nella regione di Betlemme. Alcuni considerano come certo, tuttavia, che la tomba di Rachele si trovava a nord, nella zona della tribù di Beniamino e non sul territorio della Giudea, e che questa rappresenti una appropriazione della tomba, in origine nel nord, per migliorare il prestigio della Giudea.
Nel libro di Samuele 10.02 la tomba di Rachele si trova nel territorio di Benamino a Selsa nel periodo della monarchia fino alla cattività babilonese.

## Medioevo
(Rabbi Moses Surait di Praga, 1650)
Nella tradizione ebraica, Rachele è nata l'11 Cheshvan nel 1553 a.C. Tradizioni riguardanti la tomba in questo luogo risalgono agli inizi del IV secolo d.C.

## Periodo ottomano

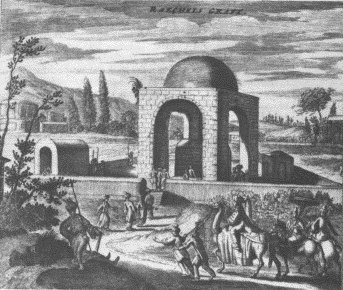
Incisione olandese del XVII secolo

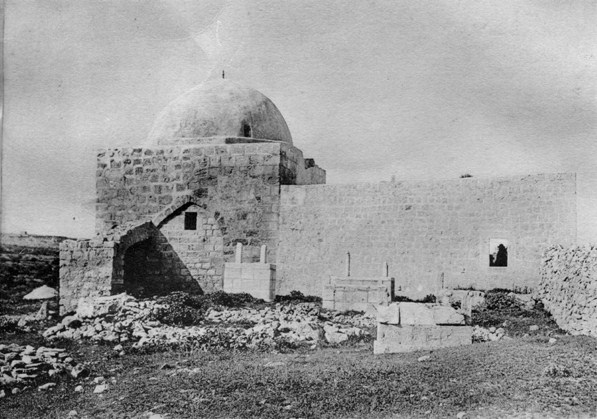
Tomba di Rachele, 1912

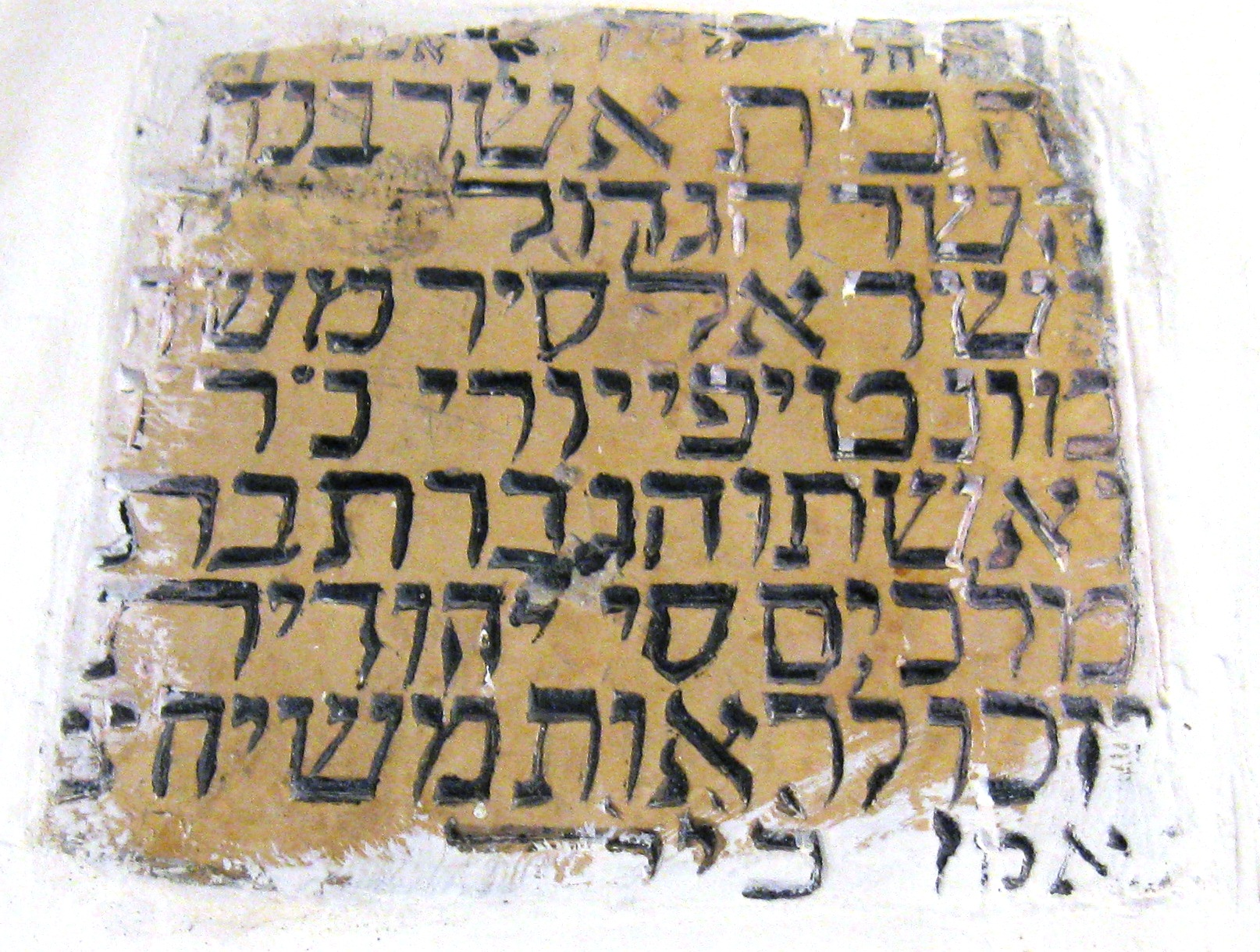
Placca all'interno della tomba:
Questo edificio fu costruito dal Grande Principe di Israele
Sir Moses Montefiore
possa la sua luce risplendere
e sua moglie, figlia di re,
Lady Judit
possiamo avere il merito di vedere il giusto Messia
A Dio piacendo, AMEN

Nel 1615 Muhammad Pascià di Gerusalemme riparò la struttura e trasferì la proprietà esclusiva del sito agli ebrei. Nel 1626, Francesco Quaresmio ha visitato il sito e ha scoperto che la tomba era stata ricostruita più volte dalla gente del posto. Ha anche trovato nei pressi una cisterna e molte tombe di musulmani.
Nel mese di marzo 1756, il Comitato Ebraico di Istanbul per gli Ebrei di Palestina pretese che i 500 kurus stanziati agli ebrei di Gerusalemme fossero utilizzati per altre cause invece che per un muro presso la tomba. Nel 1788, delle mura furono costruite per racchiudere gli archi. Secondo Richard Pococke, questo è stato fatto per "ostacolare l'accesso agli ebrei". Pococke riferisce inoltre che il sito è stato molto apprezzato dai Turchi come luogo di sepoltura. 
In un rapporto del 1824 la tomba viene descritto come "un edificio in pietra, evidentemente di costruzione turca, che termina in alto in una cupola. All'interno di questo edificio è la tomba. Si tratta di un mucchio di pietre coperte di intonaco bianco, lungo circa 10 piedi e quasi più in alto. La parete interna del palazzo e ai lati della tomba sono coperte di nomi ebraici, scritte da ebrei."
Nel 1830 gli ottomani emanarono un decreto che ha diede valore legale al sito in quanto luogo sacro all'ebraismo. Il governatore di Damasco mandò una lettera al Muftì di Gerusalemme in modo che si adeguasse alle disposizioni del Sultano: “the tomb of esteemed Rachel, the mother of our Lord Joseph … they (the Jews) are accustomed to visit it from ancient days; and no one is permitted to prevent them or oppose them (from doing) this.”

## Periodo del mandato britannico

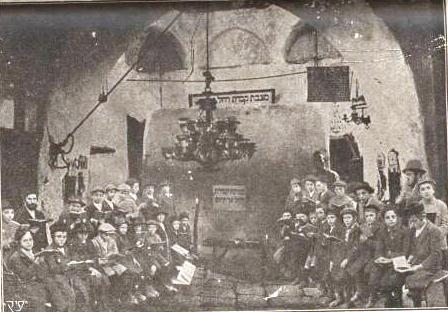
Studenti della Talmud Torah Etz Chaim in visita alla tomba negli anni 1930

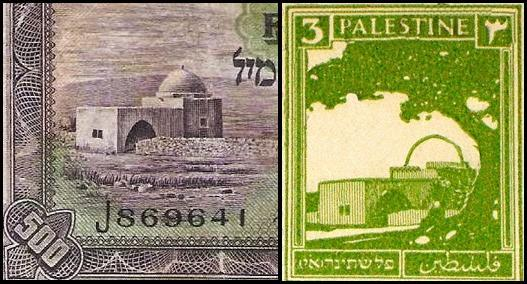
La Tomba di Rachele come appariva sulle banconote da 500 mils e sui francobolli del Mandato britannico della Palestina da 3 mils.

Tre mesi dopo l'occupazione britannica della Palestina l'intero sito fu ripulito ed imbiancato dagli ebrei senza protesta dei musulmani. Tuttavia, nel 1921, quando il Gran Rabbinato chiese al Comune di Betlemme il permesso di effettuare le riparazioni presso la tomba, i musulmani locali obiettarono.
In ogni caso curatori ebrei del sito se ne presero cura ufficialmente dal 1841, fino a quando cadde nelle mani dei giordani nel 1948.

## Periodo attuale
Contravvenendo agli accordi dell'armistizio, la Giordania proibì l'accesso alla tomba ad ebrei ed israeliani durante tutto il periodo della sua dominazione (1948-1967).
Nel giorno di Kippur dell’anno 2000, mentre veniva lanciata l’intifada delle stragi terroristiche, il quotidiano palestinese Al-Hayat al-Jadida pubblicò un articolo in cui per la prima volta, allontanandosi dalla tradizione musulmana che fino ad allora coincideva con quella ebraica, si sosteneva che “la tomba è falsa, ed era originariamente una moschea musulmana” (in particolare una moschea costruita, in un imprecisato momento dopo la conquista araba, in onore di Bilal ibn Rabah, un etiope ritenuto il primo muezzin della storia islamica). Fino ad allora tutti i riferimenti ufficiali al sito fatti dall’Autorità Nazionale Palestinese (ANP) facevano riferimento al sito come “Qubbat Rakhil”, la tomba di Rachele.
Durante la seconda intifada, la tomba di Rachele è stato attaccata con armi da fuoco, sia dalla direzione del campo profughi di Aida tra Beit Jala e Betlemme, oltre che dai tetti delle case a ovest e a sud-est. Le forze dell'Autorità Nazionale Palestinese, presumibilmente responsabili di mantenere l'ordine, presero parte attiva ai combattimenti. A un certo punto, a 50 ebrei si trovarono assediati all'interno della tomba di Rachele, mentre era in corso uno scontro a fuoco tra l'esercito israeliano e le forze dell'Autorità Palestinese. Il 2 aprile del 2002, l'esercito israeliano è tornato a Betlemme, nel quadro dell'Operazione Scudo Difensivo e vi rimase per un certo tempo.
Il 10 aprile 2005 e il 27 dicembre 2006 una bomba è stata lanciata contro la tomba, mentre il 10 febbraio del 2007, decine di palestinesi hanno attaccato il sito con rocce e pietre. L'Alta Corte di giustizia israeliana riconobbe pertanto la necessità di difendere la sicurezza del luogo. Il 3 febbraio 2005, ha respinto le petizioni da parte dei palestinesi che volevano cambiare il tracciato della barriera di sicurezza vicino a tomba di Rachele, stabilendo che la posizione attuale della barriera preservava l'equilibrio tra la libertà di religione e la libertà di movimento dei residenti locali.
Il 7 marzo 2010 il Primo Ministro turco dichiarò al giornale saudita al-Watan che la tomba di Rachele e quella dei Patriarchi “non erano mai stati e mai saranno luoghi ebraici, ma islamici”
Il 19 ottobre 2010, nell'anniversario della sua morte, quasi 100.000 ebrei si sono recati in pellegrinaggio alla tomba di Rachele.

## Usanze ebraiche
Rachel è considerata la "madre eterna", la cura per i figli quando sono in difficoltà soprattutto per la donna sterile o in stato di gravidanza. La tradizione ebraica insegna che Rachele piange i suoi figli e che, quando gli ebrei furono portati in esilio, pianse mentre passavano dalla sua tomba sulla strada per Babilonia. Gli ebrei hanno fatto pellegrinaggio alla tomba fin dai tempi antichi.